# Nortjärnen (Ströms socken, Jämtland)
Nortjärnen är en sjö i Strömsunds kommun i Jämtland och ingår i Ångermanälvens huvudavrinningsområde.